# Ulice i place w Kłodzku
Ulice i place Kłodzka – lista zawiera nazwy ulic, placów, rond i osiedli oraz dzielnic na terenie miasta Kłodzka. Po myślniku podano ich nazwy historyczne. 
Polskie nazwy istniejącym wówczas ulicom i placom miasta nadał w czerwcu 1945 Andrzej Ropelewski.

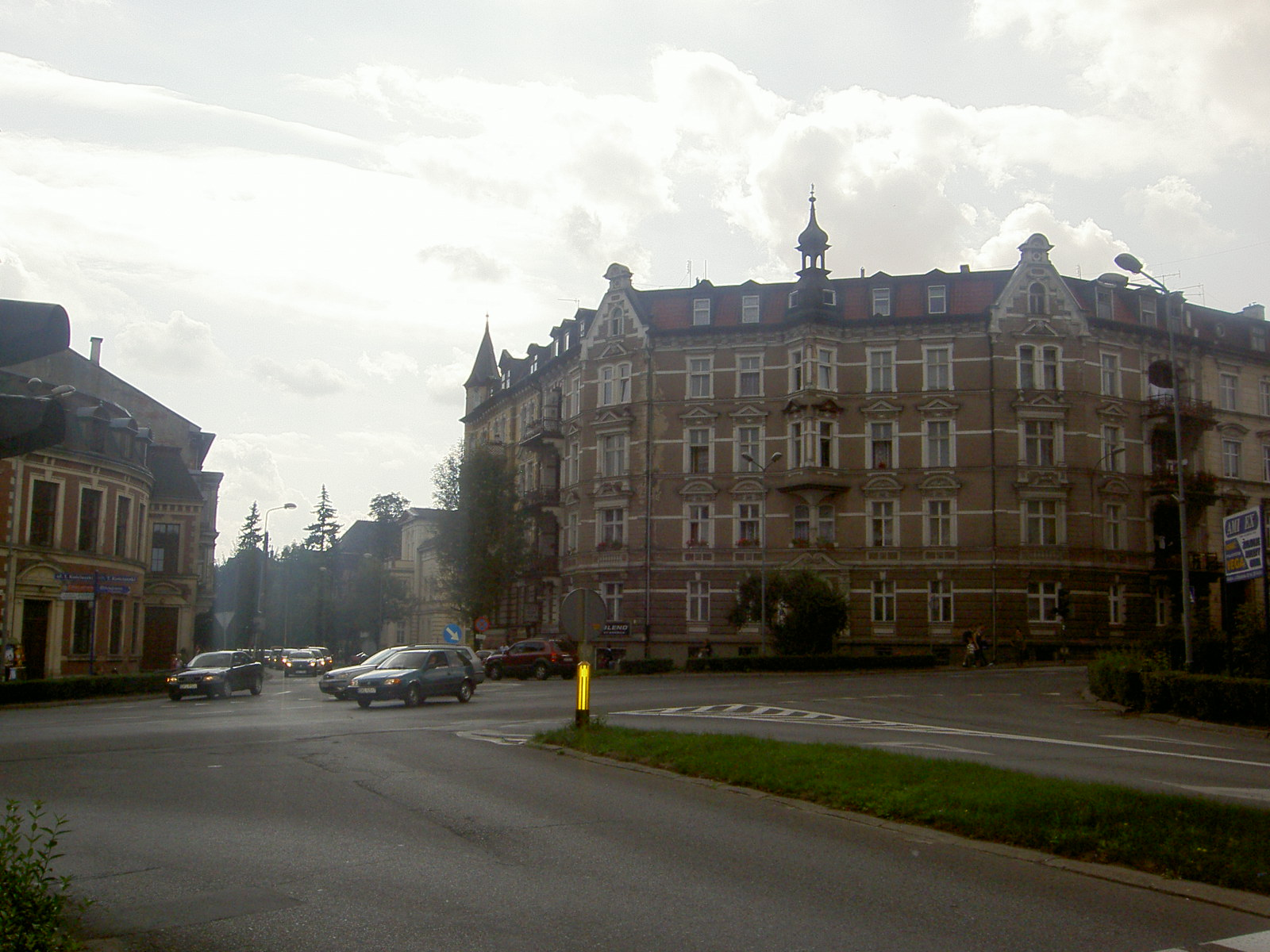
Plac Jagiełły w Kłodzku – największe skrzyżowanie w mieście

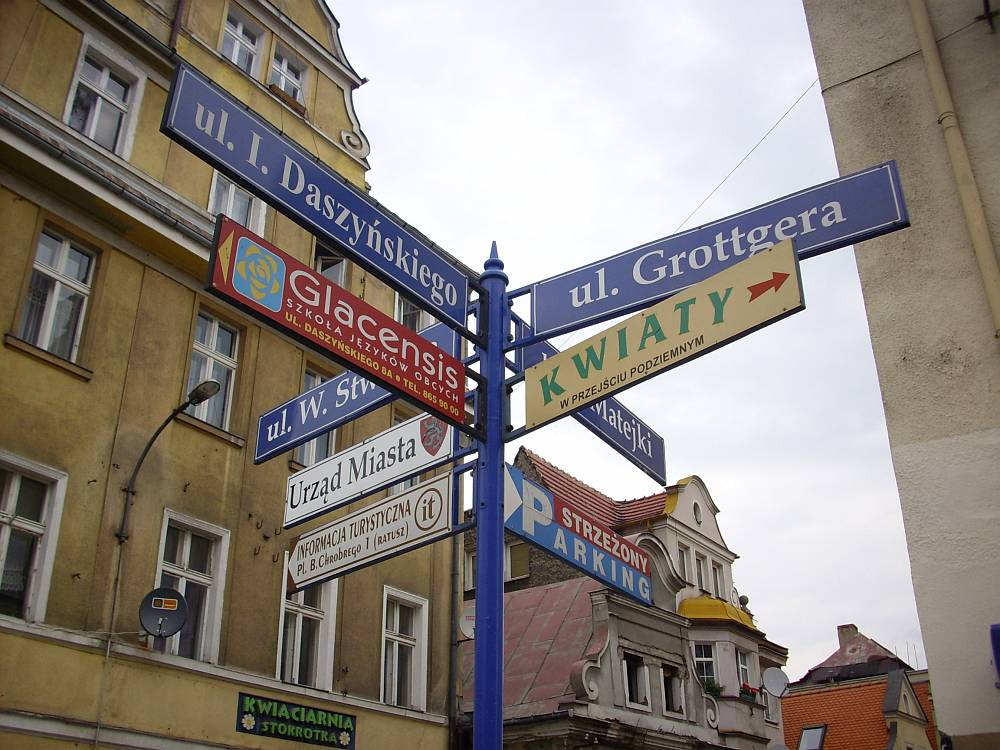
Typowy drogowskaz miejski w Kłodzku z tablicami ulic

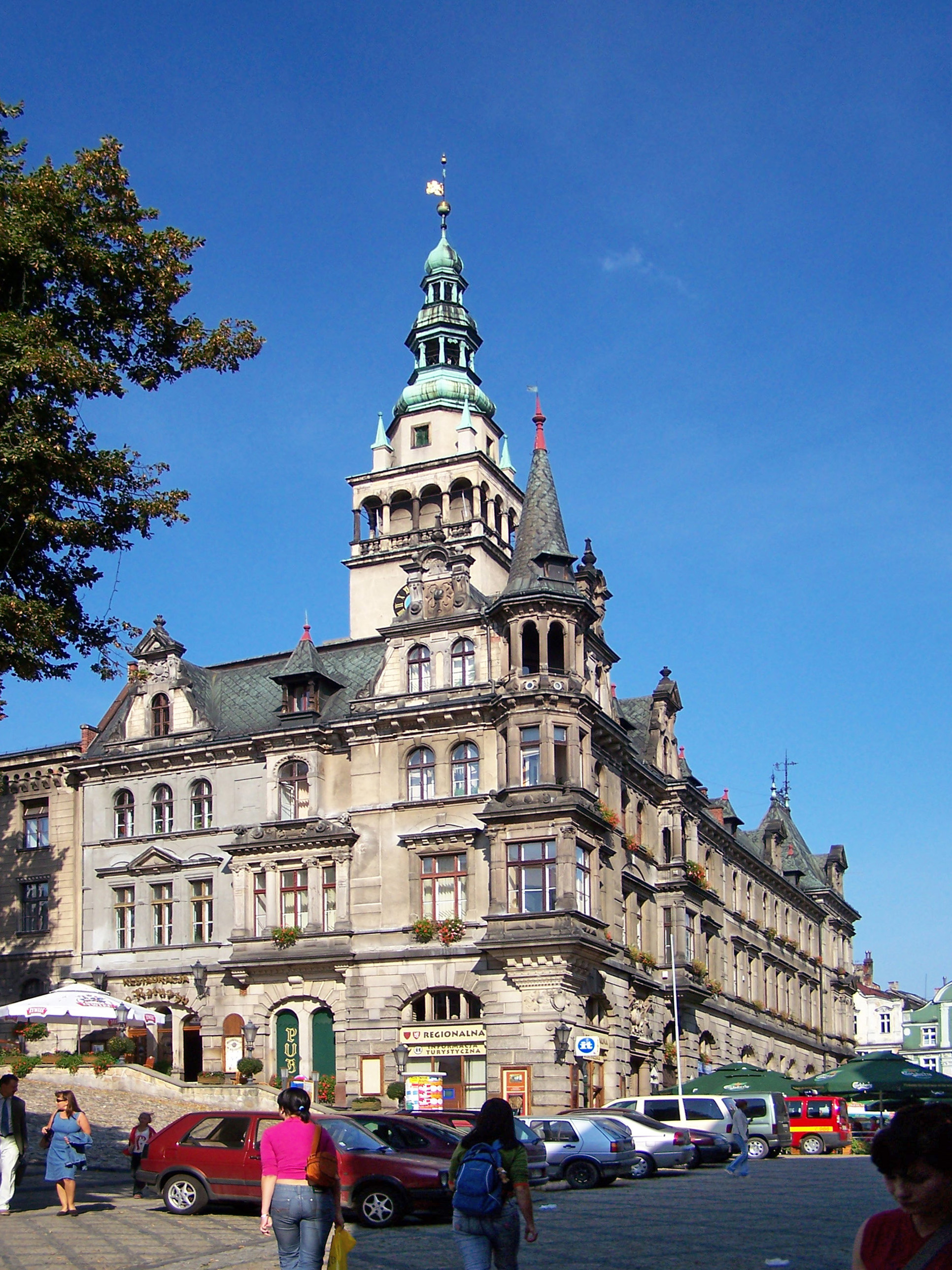
Plac Bolesława Chrobrego z widokiem na ratusz

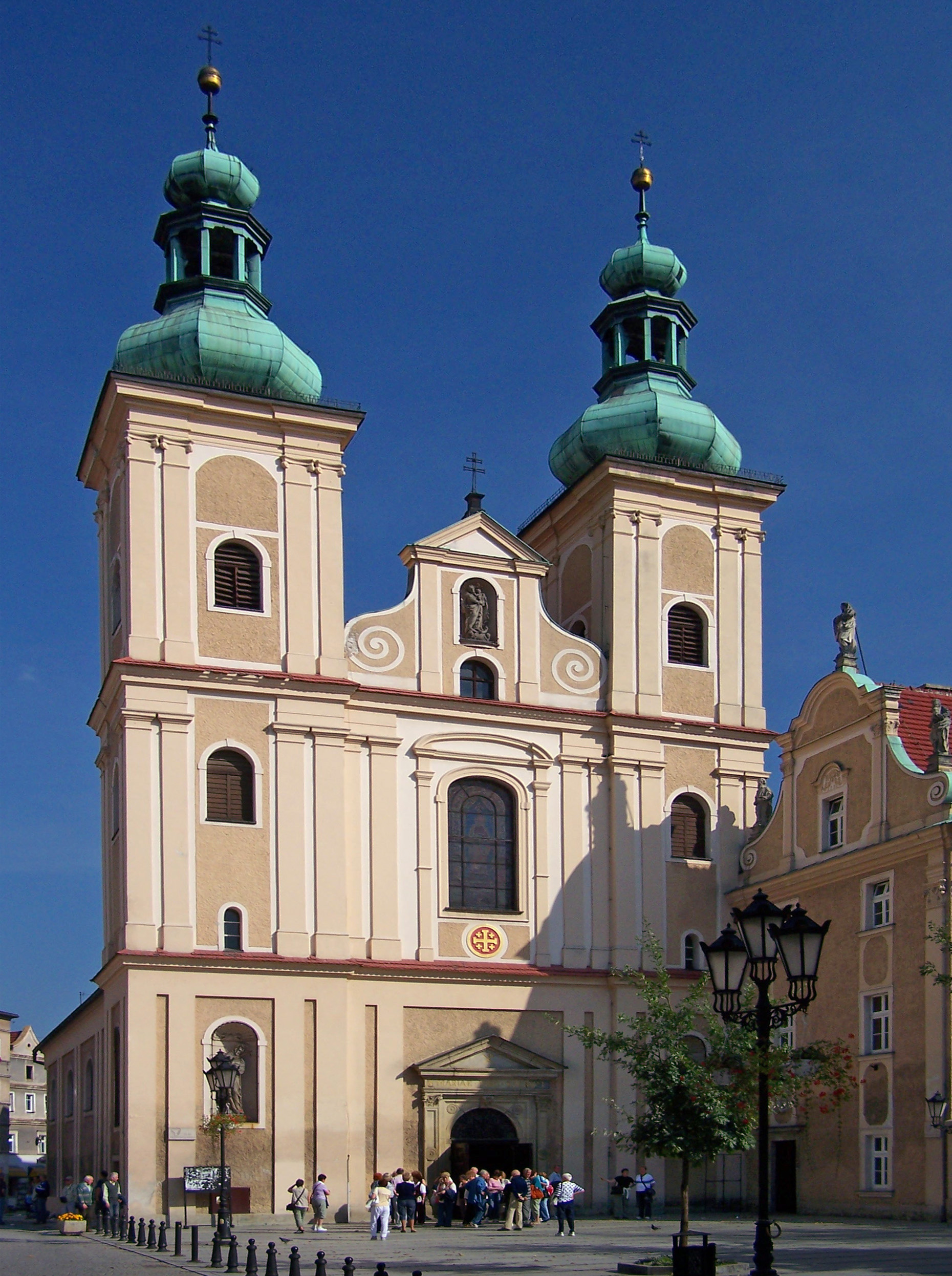
Plac Franciszkański

A B C D E F G H I J K L Ł M N O P R S Ś T U V W X Y Z Ź Ż

## A
- ulica Akacjowa – przed 1945 pod nazwą Am Eichberg
- ulica Armii Krajowej – przed 1945 pod nazwą Schwedeldorferstraße, tuż po wojnie pod nazwą Szalejowska, a następnie Armii Czerwonej

## B
- ulica Błogosławionego Księdza Gerharda Hirschfeldera – od 2011 roku tę nazwę nosi wschodnia cześć ul. Łukasiewicza, w pobliżu kolegiaty Wniebowzięcia NMP[4]
- ulica Bohaterów Getta – przed 1945 pod nazwą Gartenstraße (do 1934), a potem Adolf-Hitler-Straße, tuż po wojnie krótko Aliantów
- ulica Braci Gierymskich – przed 1945 pod nazwą Gerberstraße
- ulica Władysława Broniewskiego – powstała po wojnie
- ulica Browarna – przed 1945 pod nazwą Braugasse
- ulica Brzoskwiniowa – powstała po wojnie
- ulica Brzozowa – powstała po wojnie
- ulica Bukowa – powstała po wojnie

## C
- ulica Cedrowa – powstała po wojnie
- ulica Józefa Chełmońskiego – przed 1945 pod nazwą An der Bleiche
- plac Fryderyka Chopina – przed 1945 pod nazwą Friedrichplatz i Schubertplatz
- plac Bolesława Chrobrego – przed 1945 pod nazwą Ring
- ulica Cicha – przed 1945 pod nazwą An der Schanze
- ulica Cisowa – powstała po wojnie
- ulica Cyprysowa – powstała po wojnie
- ulica Stefana Czarnieckiego – powstała po wojnie
- ulica Czereśniowa – powstała po wojnie
- ulica Czeska – przed 1945 pod nazwą Böhmische Straße

## D
- ulica Ignacego Daszyńskiego – przed 1945 pod nazwą Minoritenstraße; zaraz po wojnie na krótko Franciszkańska
- ulica Marii Dąbrowskiej – powstała po wojnie
- ulica Dąbrówki – powstała po wojnie, do 1992 r. pod nazwą XXX-lecia PRL
- ulica Dębowa – powstała po wojnie
- ulica Jana Długosza – przed 1945 pod nazwą Schneeballen Weg; po wojnie na krótko Pszeniczna, a potem Hanki Sawickiej
- ulica Michała Drzymały – przed 1945 pod nazwą Bismarckstraße
- ulica Xawerego Dunikowskiego – powstała po wojnie
- ulica Dusznicka – przed 1945 pod nazwą An der Reinerzer Straße
- ulica Dworcowa – przed 1945 pod nazwą Nach dem Bahnhof

## F
- ulica Fabryczna – powstała po wojnie
- ulica Forteczna – powstała po wojnie
- plac Franciszkański – wyodrębniony w 2001 z ulicy Daszyńskiego

## G
- ulica Grabowa – powstała po wojnie
- ulica Graniczna – przed 1945 pod nazwą Alterpassweg
- ulica Grodzisko – przed 1945 pod nazwą Schlossberg (dosł. Wzgórze Zamkowe), Zum Donjon; krótko wojnie: Grodziszcze
- ulica Artura Grottgera – przed 1945 pod nazwą Rossmarkt (dosł. Koński Targ)
- ulica Grunwaldzka – przed 1945 pod nazwą Wiesenstraße, Horst-Wessel-Straße; zaraz po wojnie na krótko Łąkowa

## H
- ulica Hołdu Pruskiego – przed 1945 pod nazwą Komturhofstrasse

## J
- plac Władysława Jagiełły – przed 1945 pod nazwą Wilhelmplatz
- ulica Jagodowa – powstała po wojnie
- ulica Jana Pawła II – powstała po wojnie, wcześniej zwana Marcelego Nowotki i Polną
- ulica Jaskółcza – przed 1945 pod nazwą Buchfinkenweg i Buchfinkengasse
- ulica Jasna – przed 1945 pod nazwą Amselsteig
- ulica Jaśminowa – powstała po wojnie
- ulica Jaworowa – powstała po wojnie
- plac Jedności – przed 1945 pod nazwą Sellgittplatz (do 1934) i Platz der SA
- ulica Jesionowa – powstała po wojnie
- ulica Jodłowa – powstała po wojnie

## K
- ulica Kasztanowa – powstała po wojnie
- ulica Jana Kilińskiego – powstała po wojnie
- ulica Klonowa – powstała po wojnie
- ulica Kłodzko Nowe – przed 1945 pod nazwą Weg nach Neuland
- ulica Kolejowa – przed 1945 pod nazwą Bahnhofstraße
- ulica Hugona Kołłątaja – przed 1945 pod nazwą Pappelallee
- ulica Marii Konopnickiej – przed 1945 pod nazwą Am Lindenhof
- ulica Mikołaja Kopernika – przed 1945 pod nazwą Rotdornweg
- ulica Doktora Janusza Korczaka – przed 1945 pod nazwą Querstraße; po wojnie na krótko Rybacka i gen. Karola Świerczewskiego
- ulica Wojciecha Korfantego – przed 1945 pod nazwą Fischerstraße
- ulica Konwaliowa – powstała po wojnie
- ulica Korytowska – przed 1945 pod nazwą Koritauer Straße i Kastauer Straße
- ulica Kościelna – przed 1945 pod nazwą Kirchstraße
- plac Kościelny – przed 1945 pod nazwą Kirchplatz
- ulica Tadeusza Kościuszki – przed 1945 pod nazwą Wilhelmstraße
- ulica Kowalska – powstała po wojnie
- ulica Krakusa – przed 1945 pod nazwą Karlstraße
- ulica Zygmunta Krasińskiego – przed 1945 pod nazwą Hannsdorfer Weg (dosł. ul. Jaszkowska)
- ulica Józefa Kromera – przed 1945 pod nazwą Fliederweg
- ulica Krzywa – przed 1945 pod nazwą Schenkengassel
- ulica Kukułcza – powstała po wojnie
- ulica Janusza Kusocińskiego – przed 1945 pod nazwą Am Wehrberg (dosł. Na wzgórzu jazowym)
- ulica Kwiatowa – przed 1945 pod nazwą Andreas-Ernst-Straße

## L
- ulica Lawendowa – powstała po wojnie
- ulica Letnia – powstała po wojnie
- ulica Lipowa – powstała po wojnie
- ulica Lisia
- ulica Lutycka – przed 1945 pod nazwą Herrenstraße, Sudetenstraße
- rondo Lwowskie – powstało po wojnie

## Ł
- ulica Łąkowa – przed 1945 pod nazwą Wallischofstraße
- ulica Ignacego Łukasiewicza – przed 1945 pod nazwami: Lettow-Vorbeck-Straße, Judenstraße (Kirchstraße), Nonnengasse, Milchgasse
- ulica Waleriana Łukasińskiego – przed 1945 pod nazwą Frankensteiner Straße
- ulica Łużycka – przed 1945 pod nazwą Zimmerstraße

## M

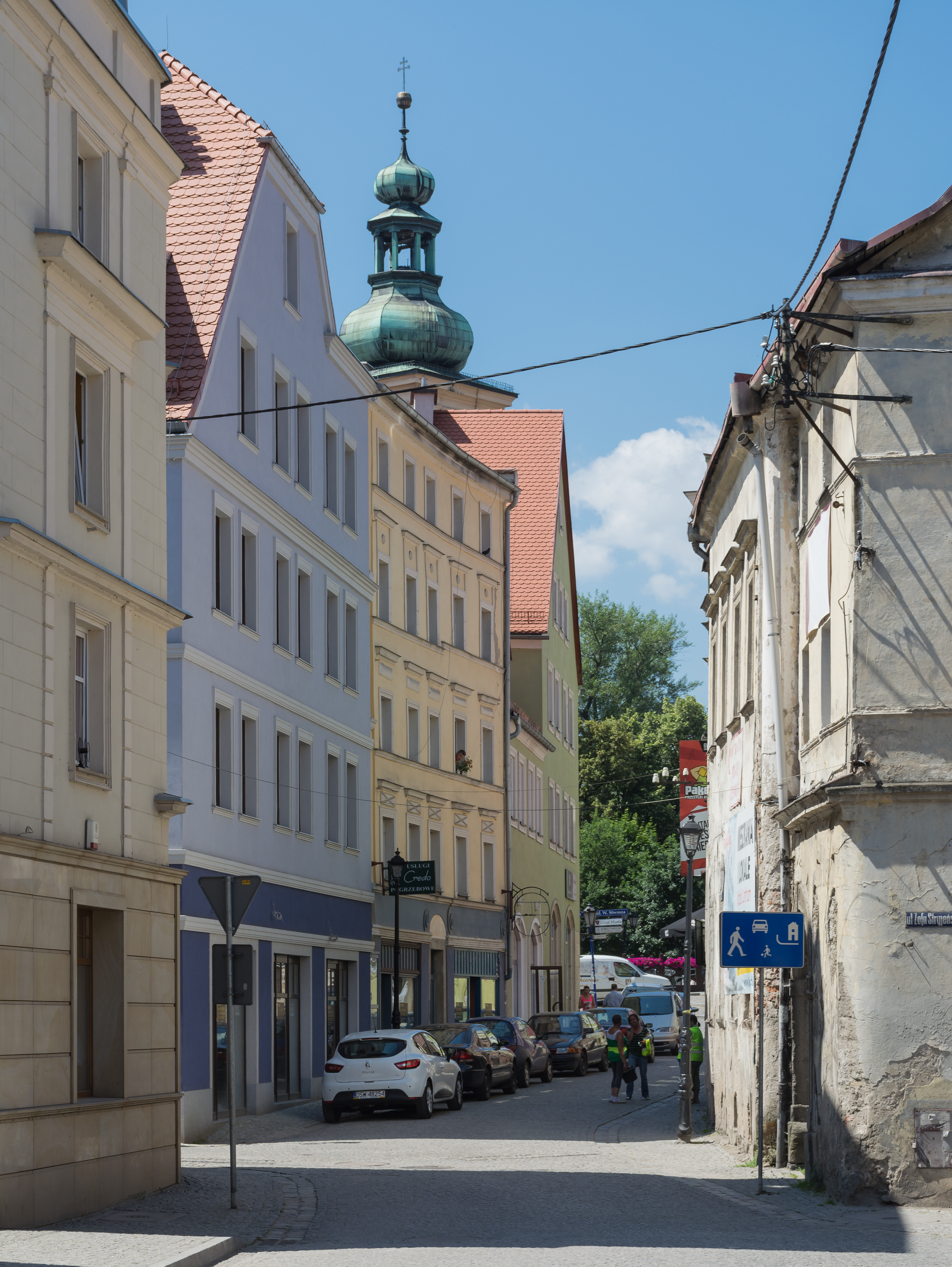
Ulica Jana Matejki

- ulica Jacka Malczewskiego – przed 1945 pod nazwą Am Holzplan
- ulica Malinowa – powstała po wojnie
- ulica Mariańska – przed 1945 pod nazwą Marienthal, Mariathal, Dolina
- ulica Jana Matejki – przed 1945 pod nazwą Rossstraße (dosł. ul. Końska)
- ulica Karola Miarki – przed 1945 pod nazwą Freiheit
- plac Miast Partnerskich – powstał po wojnie
- ulica Adama Mickiewicza – przed 1945 pod nazwą Reichensteiner Straße (dosł. ul. Złotostocka)
- ulica Młodych – powstała po wojnie
- ulica Modrzewiowa – powstała po wojnie
- ulica Stanisława Moniuszki – przed 1945 pod nazwą Wagnerstraße
- ulica Gustawa Morcinka – przed 1945 pod nazwą Holteistraße, Feldstraße
- ulica Morelowa – powstała po wojnie
- ulica Muzealna – przed 1945 pod nazwą Judenstraße; po wojnie Maurycego Zycha
- ulica Myśliwska – przed 1945 pod nazwą Jägerstraße

## N
- ulica Nad Kanałem – przed 1945 pod nazwą Der Zwinger (Am Zwinger)
- ulica Nadrzeczna – przed 1945 pod nazwą Halbendorfer Vorstadt
- ulica Zofii Nałkowskiej – powstała po wojnie
- ulica Niska – przed 1945 pod nazwą Niederstraße
- ulica Cypriana Kamila Norwida – przed 1945 pod nazwą Am Götzgraben
- ulica Noworudzka
- ulica Nowy Świat – przed 1945 pod nazwą Totenweg

## O
- ulica Objazdowa – powstała po wojnie
- ulica Ogrodowa – powstała po wojnie
- ulica Stefana Okrzei – przed 1945 pod nazwą Friedrichstraße; po wojnie na krótko Wrocławska
- ulica Władysława Orkana – przed 1945 pod nazwą Christkindersteig
- rondo Orląt Lwowskich – powstało po wojnie
- ulica Orzechowa – powstała po wojnie
- ulica Ostatnia – powstała po wojnie

## P
- ulica Partyzantów – przed 1945 pod nazwą Münchhausenstraße
- ulica Piastowska – przed 1945 pod nazwą Angerstraße
- ulica Piękna – powstała po wojnie
- ulica Witolda Pileckiego – powstała po wojnie
- ulica Marszałka Józefa Piłsudskiego – powstała po wojnie
- ulica Podgórna – przed 1945 pod nazwą Bergstraße
- ulica Podgrodzie
- ulica Pogodna – powstała po wojnie
- ulica Połabska – przed 1945 pod nazwą Mälzstraße
- ulica Półwiejska
- Promenada – przed 1945 pod nazwą Promenade
- ulica Przyjaciół Dzieci – powstała po wojnie
- ulica Ptasia – przed 1945 pod nazwą Zeisigweg; tuż po wojnie krótko Czyżykowa

## R
- ulica Radosna – powstała po wojnie
- ulica Rajska – powstała po wojnie
- ulica Rakowa – powstała po wojnie
- ulica Macieja Rataja – powstała po wojnie
- ulica Mikołaja Reja – przed 1945 pod nazwą Ebereschenweg
- ulica Władysława Reymonta – przed 1945 pod nazwą Mittelstraße
- ulica Rodzinna – powstała po wojnie
- ulica Różana – powstała po wojnie
- ulica Rzepichy – przed 1945 pod nazwą Götzstraße

## S
- ulica Henryka Sienkiewicza – przed 1945 pod nazwą Bergblick; po wojnie: Zwycięzców, Dąbrowszczaków, Jurija Gagarina
- ulica Sierpowa
- ulica Skośna – przed 1945 pod nazwą Schneidergassel
- ulica Słoneczna – przed 1945 pod nazwą Jasmingang
- ulica Juliusza Słowackiego – przed 1945 pod nazwą Am Werder
- ulica Słowiańska – przed 1945 pod nazwą An der Domwiese
- ulica Sosnowa – powstała po wojnie
- ulica Sowia – powstała po wojnie
- ulica Spadzista – przed 1945 pod nazwą Baderberg
- ulica Sportowa – powstała po wojnie
- ulica Spółdzielcza – powstała po wojnie
- ulica Stroma – przed 1945 Niedergasse
- ulica Zofii Stryjeńskiej – przed 1945 pod nazwą Mühlgasse
- ulica Wita Stwosza – przed 1945 pod nazwą Brücktorberg
- ulica Floriana Szarego – przed 1945 pod nazwą Parkstraße
- ulica Szczęśliwa – powstała po wojnie
- ulica Szkolna – przed 1945 pod nazwą Georgstraße; po wojnie krótko Wawelska, Janka Krasickiego
- ulica Szpitalna

## Ś
- ulica Śląska – przed 1945 pod nazwą Königshainer Straße
- ulica Śliwkowa – powstała po wojnie
- ulica Świerkowa – powstała po wojnie

## T
- ulica Targowa – powstała po wojnie
- ulica Kazimierza Tetmajera – przed 1945 pod nazwą Am Kreuzberg
- ulica Towarowa – powstała po wojnie
- ulica Romualda Traugutta – przed 1945 pod nazwą Am böhmischen Tore
- ulica Tumska – przed 1945 pod nazwą Domgasse
- ulica Juliana Tuwima – powstała po wojnie

## W
- ulica Stanisławy Walasiewiczówny – przed 1945 pod nazwą Am der Pulverschanze
- ulica Walecznych – przed 1945 pod nazwą Lindenweg
- ulica Wandy – przed 1945 pod nazwą Luisenstraße
- ulica Warty – przed 1945 pod nazwą Wartha-Straße
- ulica im. Warszawy Centrum – powstała po wojnie
- ulica Widokowa – powstała po wojnie
- ulica Wiejska – przed 1945 pod nazwą An der alten Posthalterei
- ulica Wielisławska
- ulica Wierzbowa – powstała po wojnie
- ulica Więźniów Politycznych – przed 1945 pod nazwą Hochstraße
- rondo Wileńskie – powstało po wojnie
- ulica Wilcza – przed 1945 pod nazwą Wolfschlucht
- ulica Willowa – przed 1945 pod nazwą Kolbeweg, Birkenweg; tuż po wojnie Stanisława Staszica
- ulica Wiosenna – powstała po wojnie
- ulica Wiśniowa – powstała po wojnie
- ulica Wincentego Witosa – powstała po wojnie
- ulica Wodna – przed 1945 pod nazwą Wassertorstraße
- ulica Św. Wojciecha – przed 1945 pod nazwą Heckenrosenweg
- ulica Wojska Polskiego – przed 1945 pod nazwą Grüne Straße
- ulica Wolności – przed 1945 pod nazwą Reichsheimstalten, Hindenburgstraße
- ulica Stanisława Wyspiańskiego – przed 1945 pod nazwą Neulandstraße
- ulica Kardynała Stefana Wyszyńskiego – powstała po wojnie, do 1992 r. pod nazwą Gościnna
- ulica Wzniesienie

## Z
- ulica Zagórze – przed 1945 pod nazwą Quergasse
- ulica Zajęcza
- ulica Zamiejska – przed 1945 pod nazwą Herzog-Heinrich-Weg
- ulica Zamkowa – przed 1945 pod nazwą Schlossweg
- ulica Zawiszy Czarnego – przed 1945 pod nazwą Heinrich-Vogtsdorf-Wall, Wallstraße
- ulica Anny Zelenay – powstała po wojnie
- ulica Zielona – powstała po wojnie
- ulica Złota – powstała po wojnie

## Ż
- ulica Stefana Żeromskiego – przed 1945 pod nazwą Ziegelgraben

## Osiedla
- os. Nysa
- os. Morcinka
- os. im. Dąbrówki
- os. Kruczkowskiego
- os. Nowy Świat
- os. św. Wojciecha
- os. Sienkiewicza
- os. Warszawy-Centrum
- os. Krzyżna Góra

## Nieoficjalne dzielnice
- Stare Miasto
- Przedmieście Piasek
- Przedmieście Ząbkowickie
- Przedmieście za Zieloną Bramą
- Przedmieście Nyskie
- Przedmieście Wojciechowickie
- Książek
- Kościelniki
- Zagórze
- Leszczyny
- Ustronie
- Jurandów